# Charles de Lorraine de Vaudémont

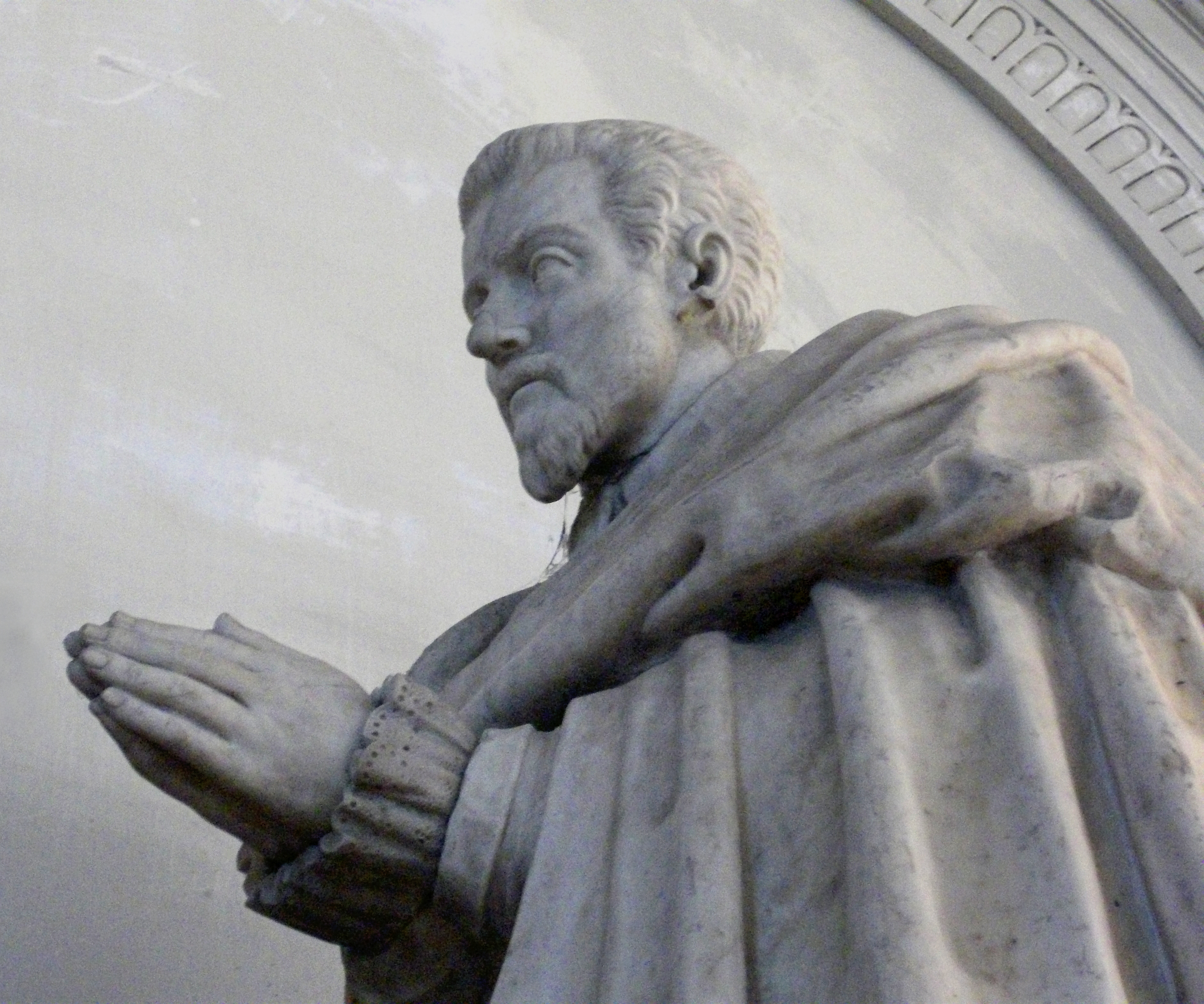
Statue von Charles de Vaudémont an seinem Grab von Étienne Dupérac und Florent Drouin (1588) in der Cordeliers-Kirche von Nancy

Kardinalswappen (modernes Schema)

Charles de Lorraine de Vaudemont (* 20. April 1561 in Nomeny, Herzogtum Lothringen; † 30. Oktober 1587 in Paris, Frankreich) war ein römisch-katholischer Kardinal.

## Biografie
Charles de Lorraine de Vaudémont wurde am 20. April 1561 in Nomeny als Sohn von Nicolas de Lorraine, duc de Mercœur, und dessen zweiter Frau Jeanne de Savoie-Nemours geboren.
Er studierte Theologie an der Universität in Pont-à-Mousson. Als seine ältere Schwester Louise de Lorraine-Vaudémont am 13. Februar 1575 den französischen König Heinrich III. heiratete, wurde Charles kurzzeitig an den Hof gerufen, kehrte aber bald nach Pont-à-Mousson zurück, um sein Studium fortzusetzen. Er war von 1571 bis 1580 der Kommendatarabt der Abtei Moissac.
Papst Gregor XIII. kreierte ihn im Konsistorium vom 21. Februar 1578 zum Kardinal. Aber erst am 24. Juni 1585 überreichte ihm Sixtus V. den Galero und wies ihm als Kardinaldiakon die Titeldiakonie Santa Maria in Domnica zu. Am 9. März 1580 wurde er Apostolischer Administrator des Bistums Toul, am 7. Januar 1585 zusätzlich auch des Bistums Verdun. Im Jahr 1583 wurde er Kommandeur des Ordens vom Heiligen Geist.
Am 25. November 1586 wurde er in der Kathedrale von Verdun zum Priester geweiht. Am 20. April 1587 übernahm er als Kardinalpriester die Titelkirche Santissima Trinità dei Monti. Er starb, bevor er zum Bischof geweiht werden konnte.
Kardinal Charles de Lorraine de Vaudémont starb im Alter von 26 Jahren am 30. Oktober 1587 in Paris. Er wurde im Franziskanerkloster in Nancy, Herzogtum Lothringen, beigesetzt.